# The Wrong Paris
The Wrong Paris är en amerikansk romantisk komedifilm med premiär på strömningstjänsten Netflix under 2025. Filmen är regisserad av Janeen Damian, efter ett manus skrivet av Nicole Henrich.

## Handling
Filmen handlar om en kvinna väljer att delta i ett dejtingprogram i tron att det ska utspela sig i Paris, Frankrike. När det visar sig vara i Paris, Texas försöker hon bli eliminerad, men får känslor för bacheloren.

## Rollista (i urval)
- Miranda Cosgrove
- Pierson Fodé
- Madison Pettis
- Frances Fisher
- Yvonne Orji
- Hannah Stocking
- Torrance Coombs